# Kerkhof van Wulverdinge
Het Kerkhof van Wulverdinge is een gemeentelijke begraafplaats in de gemeente Wulverdinge in het Franse Noorderdepartement. Het kerkhof ligt rond de Sint-Maartenskerk in het dorpscentrum.

## Britse oorlogsgraven
Op het kerkhof liggen een aantal Britse oorlogsgraven van gesneuvelden uit de Tweede Wereldoorlog. Er liggen 5 graven, waarvan er 4 zijn geïdentificeerd. De graven worden onderhouden door de Commonwealth War Graves Commission. In de CWGC-registers is het kerkhof opgenomen als Wulverdinghe Churchyard.